# Huda Jama
Huda Jama – wieś w Słowenii, w gminie Laško. W 2018 roku liczyła 78 mieszkańców.